# Falk Schacht
Falk Schacht (* 1974 in Hannover; auch bekannt unter dem Pseudonym Hawkeye) ist ein deutscher Musikjournalist, Moderator und Hip-Hop-Musiker.

## Biografie
Falk Schacht kam 1983 im Alter von neun Jahren mit der Hip-Hop-Kultur in Kontakt, indem er sich mit Breakdance beschäftigte. Sechs Jahre später wandte er sich als 15-Jähriger dem DJing zu und gründete die Band Walking Endustries.
Da er mit der damaligen Berichterstattung der Medien über Hip-Hop unzufrieden war, schrieb er ab 1994 für das Musikmagazin Intro eine Kolumne, in der er sich mit jungen Hip-Hop-Nachwuchsbands befasste. Seit diesem Zeitpunkt war er unter anderem als Autor für Musikmagazine wie Wax Poetics, Jazz thing, Lodown Magazine, Backspin, Word oder The Message tätig.
Im Jahr 1996 veröffentlichte er die erste Schallplatte seiner Band Walking Endustries mit dem Titel Relaxation II – The Era of 'mental HipHop, einer Mischung aus Hip-Hop und Trip-Hop. Im Laufe der folgenden Jahre begann er auch unter dem Namen Hawkeye für andere Künstler zu produzieren, so zum Beispiel für Curse, Ferris MC, Canibus oder Grand Agent.
Im Jahr 1997 begann Schacht als Redakteur und Moderator an der Radiosendung Da Flava bei Radio Flora in Hannover zu arbeiten.
Zusammen mit dem Ponton European Media Art Lab, die bereits Anfang der 1990er Jahre mit Van Gogh TV den Versuch starteten, interaktives Fernsehen zu machen, erarbeitete Falk ein Jahr später als Redakteur und Moderator die erste deutsche Internet-Fernsehsendung zum Thema Hip-Hop mit dem Namen IV Real.
Ab dem Jahr 2001 arbeitete Schacht dann als Redakteur und Moderator der Sendung Supreme auf VIVA Zwei. Nachdem VIVA Zwei 2002 in VIVA Plus umgewandelt wurde, wechselte er zu VIVA, um dort als Redakteur und Moderator der Hip-Hop-Sendung Mixery Raw Deluxe tätig zu sein. Im selben Jahr begann er außerdem eine monatliche Kolumne mit dem Titel Das Letzte Wort im Hip-Hop-Magazin Juice zu schreiben, in der es um Anregungen zur Diskussion in der deutschen Hip-Hop-Szene geht.
Für den KiKA verwirklichte er 2003 als Moderator und Co-Redakteur eine vierteilige Reihe über die vier Bestandteile der Hip-Hop-Kultur. Im selben Jahr moderierte er auch eine DVD für das Goethe-Institut, welche im Deutschunterricht an amerikanischen und kanadischen Schulen eingesetzt wird.
Seit 2005 ist er als Produzent verantwortlich für die Sendung Mixery Raw Deluxe, die er schon auf VIVA moderierte. Seit November 2006 ist die Sendung in einer Online-Version im Internet zu sehen.
Neben seiner Tätigkeit als Journalist war er auch von 2006 bis 2009 als freier Mitarbeiter im Bereich A&R und als Executive Producer beim Kölner Plattenlabel Melting Pot Music aktiv. In einem Interview im Jahr 2009 gab er bekannt, dass diese Position aber zurzeit „ruhe“.
Außerdem arbeitete Schacht als Berater für die Bundeszentrale für Politische Bildung als Referent in Diskussionsrunden zum Thema Jugend(kultur) zwischen Entertainment und Gewalt im Zentrum für Kunst und Medientechnologie in Karlsruhe oder ist als Moderator von Diskussionsrunden zu Themen wie Gesellschaft, Jugend und Hip-Hop tätig.
Dazu kommen Vorträge und Vorlesungen an Universitäten und Medien-Akademien zu Themengebieten wie Hip-Hop oder Musikkultur und Fernsehen.
Falk Schacht ist Protagonist der 2015 veröffentlichten Mockumentary Blacktape von Sékou Neblett.
Seit 2017 ist er mit der Deutschrap-Journalistin Jule Wasabi auf dem BR-Podcast Schacht und Wasabi: der Deutschrap Podcast zu hören. Inhaltlich geht es um aktuellen Themen und Entwicklungen im Deutschrap. Zudem begann im November 2017 "Die Falk Schacht Show" auf BR.

## Diskografie (Auswahl)

### Walking Endustries
- Relaxation II – The Era of 'mental HipHop (EP)

### Mixtapes
- Hawkeye – Blockparty Recreation (Mixtape)

### Diverse
- 1999 Bonzenbro$ Superhit von Ferris MC (Asimetrie LP)[9]
- 2000 2000 B.C. (Hawkeye Remix) von Canibus (2000 B.C. (Remixes) Single)[10]
- 2002 Rock The Place (Battle Of The Year 2002 OST)
- 2002 Ratschlag von MB1000 (Auf Platte LP)[11]
- 2003 Ich rap nicht mehr von Curse (Von Innen nach Außen LP)[12]
- 2003 Ready 2 Rock Hindi (Battle Of The Year 2003 OST)
- 2004 Monkey Hustle (Battle Of The Year 2004 OST)
- 2004 Chicken Sphinx (Lemon Curry Gangsters – Battle Of The Year 2004 OST)
- 2005 You Gotta Feed Da Funk (Battle Of The Year 2005 OST)
- 2006 Crenshaw Flats (Battle Of The Year 2006 OST)
- 2015 Obituary (East West Session #11)[13]

## Filmografie
- 2015: Blacktape